# Catocala anna
Catocala anna là một loài bướm đêm trong họ Erebidae.